# 弓矢竜太
弓矢 竜太（ゆみや りゅうた、1972年9月19日 - ）は、日本の柔道家（65kg級）、柔道指導者。三重県いなべ市出身。身長168cm。

## 経歴
いなべ市立大安中学校から四日市中央工業高校を経て、1991年に天理大学へ進学。1年の時に新人体重別の65kg級で3位となった。2年の時には正力杯の決勝で筑波大学4年の内村直也を破って優勝すると、ジュニア体重別でも決勝で筑波大学2年の南條充寿を破って優勝を飾った。4年の時には体重別の決勝で近藤興産の内村に敗れて2位だった。正力杯の決勝では順天堂大学4年の和合徹を破って2年ぶり2度目の優勝を果たした。嘉納杯では決勝で世界チャンピオンである東海大学4年の中村行成に敗れて2位だった。
1995年には名張高校の教員になると、体重別では決勝で旭化成の中村行成に敗れた。福岡で開催されたユニバーシアードでは個人戦で2位、団体戦で3位。1996年の体重別でも決勝で中村に敗れたことにより、今大会では3年連続2位にとどまり続けることになった。引退後は母校である四日市中央工業高校の柔道部監督に就任した。

## 戦績
- 1991年 - 新人体重別 3位
- 1992年 - 正力杯 優勝
- 1992年 - ジュニア体重別 優勝
- 1994年 - 体重別 2位
- 1994年 - 正力杯 優勝
- 1994年 - グッドウィルゲームズ 3位
- 1994年 - 嘉納杯 2位
- 1995年 - 体重別 2位
- 1995年 - ユニバーシアード 個人戦2位 / 団体戦3位
- 1996年 - 体重別 2位

(出典、JudoInside.com)。